# 1941 en automobile
 (mai 2008).
Si vous disposez d'ouvrages ou d'articles de référence ou si vous connaissez des sites web de qualité traitant du thème abordé ici, merci de compléter l'article en donnant les références utiles à sa vérifiabilité et en les liant à la section « Notes et références ».
Chronologie de l'automobile
- Lancement de l'Oldsmobile à transmission automatique en option ;
- L'automobile Packard est offerte en 41 modèles valant entre $907 pour un 2 passagers et $5 550 pour une limousine de 8 passagers ;
- La Chrysler familiale arrive sur le marché au prix de $1 395 ;
- Le gallon d'essence coûte 19 cents ;
- Juin : Le Département militaire américain exige de réduire de 40 % la production automobile.